# Tito Tebaldi
Tito Tebaldi (Parma, 23 settembre 1987) è un rugbista a 15 italiano, mediano di mischia del Petrarca dal 2020.

## Biografia
Proveniente da una famiglia di rugbisti celebri (il più noto è suo zio Daniele, 15 volte internazionale per l'Italia e presente alle Coppa del Mondo 1987 e 1991), crebbe nelle file del Noceto, in provincia di Parma.
Messosi presto in luce, passò al GRAN Parma in Super 10, in cui esordì a 18 anni nel 2006; mediano con buone capacità di conduzione della mischia, tanto da diventare nel giro di sole tre stagioni uno degli elementi più ricercati del mercato giocatori, nella stagione 2008-09 finì sotto osservazione del C.T. della Nazionale Nick Mallett.
In occasione del tour in Australasia del giugno 2009, in cui il titolare del ruolo di mediano di mischia Simon Picone fu costretto al forfait per motivi personali, Tebaldi esordì il 13 giugno nel primo dei tre test match previsti nel tour, a Sydney contro l'Australia.
Facendo seguito alla retrocessione in serie A del GRAN Parma, Tebaldi annunciò l'intenzione di trasferirsi, e fu ventilata l'ipotesi-Petrarca, poi rientrata dopo il ripescaggio del GRAN; il trasferimento fu rimandato alla fine della stagione 2009-10, quando Tebaldi siglò un ingaggio con la neonata squadra degli Aironi in Celtic League.
Con il ritiro della licenza nel 2012 agli Aironi gran parte degli effettivi, Tebaldi compreso, migrarono alla franchise che ne prese il posto in lega celtica, le Zebre, che tuttavia lasciò dopo solo un anno per i gallesi Ospreys.
A metà stagione in Galles Tebaldi fu prestato ai londinesi Harlequins e, successivamente, ceduto loro per la stagione 2015-16 al termine della quale rientrò in Italia al Benetton.
Nel 2019, a 10 anni dall'esordio internazionale e a 32 anni da compiere in corso di competizione, ricevette la convocazione per la sua prima Coppa del Mondo.
Terminato il contratto a Treviso, dal 2020 Tebaldi milita nella squadra padovana del Petrarca.

## Palmarès
- Campionati italiani: 1
Petrarca: 2021-22
- Coppe Italia: 1
Petrarca: 2021-22